# تاريخ النمسا العسكري

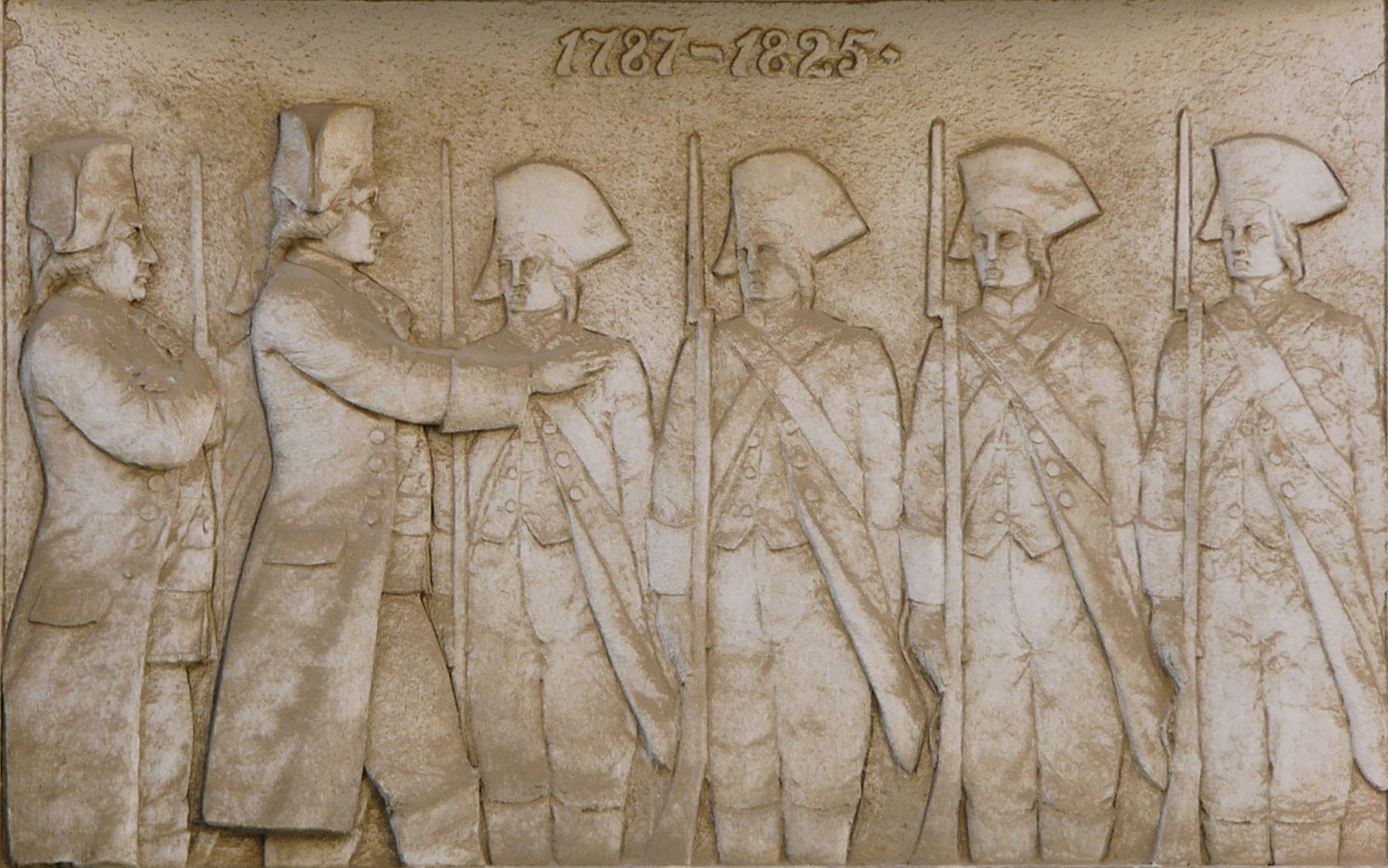
المشاة النمساوية

كانت الحدود العسكرية وسيلة مهمة دافعت بها النمسا عن نفسها ضد العثمانيين. ما يلي هو تاريخ للتاريخ العسكري النمساوي.
من 1804 إلى 1867، كان الجيش الإمبراطوري والملكي (Kaiserlich-königliche Armee)، وكذلك البحرية، أعضاء في الإمبراطورية النمساوية (1804-1867).
- الجيش الإمبراطوري والملكي أثناء الحروب النابليونية (1773-1815)

من عام 1867 إلى عام 1918، كان الجيش النمساوي المجري بمثابة القوة البرية للإمبراطورية النمساوية المجرية. كان يتألف من الجيش المشترك (تم تجنيده من أي مكان)، و Landwehr النمساوي (تم تجنيده فقط من سيسليثانيا). و Honvéd المجري (تم تجنيده فقط من Transleithania).
هذه أسماء رسمية بالألمانية:
- كانت أفواج الجيش المشترك «الإمبراطورية والملكية» - kaiserlich und königlich (k.u.k.)
- كانت أفواج Landwehr النمساوية «الإمبراطورية الملكية» - kaiserlich-königlich (k.k.).
- كانت أفواج هونفيد الهنغارية «ملكية هنغارية» - königlich ungarisch (k.u.)

تواجد هذا الجيش منذ تأسيس النظام الملكي المزدوج عام 1867 حتى نهاية الحرب العالمية الأولى عام 1918.
كانت البحرية النمساوية المجرية هي القوة البحرية للإمبراطورية النمساوية المجرية. كان اسمها الرسمي بالألمانية Kaiserlich und königliche Kriegsmarine («البحرية الإمبراطورية والملكية»، والمعروفة أيضًا بالاختصار.k.u.k).
بين عامي 1918 و 1921، عرفت القوات العسكرية باسم Volkswehr (دفاع الشعب).
من عام 1921 حتى الوقت الحاضر (باستثناء الحرب العالمية الثانية (1938-1945))، كان اسم الجيش النمساوي هو Bundesheer («الجيش الفيدرالي»). الفروع هي القوات البرية (KdoLdSK) والقوات الجوية (KdoLuSK).
في عام 1955، أعلنت النمسا حيادها الأبدي وجعلت الحياد قانونًا دستورياً. منذ ذلك الحين، كان الهدف الرئيسي للجيش النمساوي هو حماية حياد النمسا.